# Dinh dưỡng và nhận thức
Nói một cách tương đối, não tiêu thụ một lượng năng lượng khổng lồ so với phần còn lại của cơ thể.  Các cơ chế liên quan đến việc chuyển hóa năng lượng từ thực phẩm sang tế bào thần kinh có nhiều khả năng đóng vai trò chủ yếu trong kiểm soát chức năng não.  Các quá trình cơ thể con người, bao gồm cả bộ não, tất cả đều cần cả các chất dinh dưỡng đa lượng, cũng như các vi chất dinh dưỡng.
Hấp thụ không đầy đủ vitamin thiết yếu, hoặc có một số rối loạn chuyển hóa nhất định, có thể ảnh hưởng đến quá trình nhận thức bằng việc làm gián đoạn các quá trình phụ thuộc vào chất dinh dưỡng trong cơ thể có liên quan đến việc quản lý nhu cầu năng lượng trong tế bào thần kinh, sau đó có thể gây ảnh hưởng đến sự dẻo dai của xi-náp hay năng lực mã hóa trí nhớ mới.

## Chất dinh dưỡng cần thiết cho sự phát triển trí nhớ

### Choline
Choline là một chất dinh dưỡng thiết yếu và chức năng chính của nó trong cơ thể con người là tổng hợp màng tế bào, mặc dù nó cũng phục vụ các chức năng khác.  Nó là một phần tử tiền thân của chất dẫn truyền thần kinh Acetylcholine, phục vụ một loạt các chức năng bao gồm kiểm soát vận động và bộ nhớ.  Bản thân Choline cũng đã được chứng minh khi được bổ sung sẽ có lợi đến trí nhớ và sự thiếu hụt choline có thể liên quan đến một số rối loạn về gan và thần kinh.  Do đóng vai trò trong quá trình tổng hợp tế bào, choline là một chất dinh dưỡng quan trọng trong suốt quá trình phát triển trước sinh và sau sinh của trẻ sơ sinh vì đóng góp rất nhiều cho sự phát triển của não.  Mặc dù choline được tìm thấy trong nhiều loại thực phẩm, nhưng các nghiên cứu đã chỉ ra lượng choline trung bình của nam giới, phụ nữ và trẻ em thấp hơn mức tiêu thụ đầy đủ.  Phụ nữ, đặc biệt là phụ nữ mang thai hoặc cho con bú, người già và trẻ sơ sinh, rất có nguy cơ bị thiếu choline.

## Thiếu hụt B-Vitamin và nhận thức
Vitamin B, còn được gọi là B-complex, là một nhóm các chất dinh dưỡng có liên quan với nhau và cũng thường đi cùng nhau trong thực phẩm.  Phức hợp bao gồm: thiamine (B 1), riboflavin (B 2), niacin (B 3), axit pantothenic (B 5), pyridoxin (B 6), axit folic (B 9), cobalamin (B 12) và biotin.  Vitamin B không được tổng hợp trong cơ thể, và do đó cần phải được lấy từ thực phẩm.  B-complex vitamins là vitamin tan trong nước, có nghĩa là chúng không được lưu trữ trong cơ thể.  Như vậy các vitamin B cần được bổ sung liên tục.  Có thể xác định được các ảnh hưởng đặc biệt lên nhận thức của một số vitamin B nhất định, vì chúng có liên quan đến nhiều quá trình trao đổi chất quan trọng trong não.

## Thiếu vitamin A và suy giảm trí nhớ
Vitamin A là một chất dinh dưỡng thiết yếu cho động vật có vú ở dạng retinol hoặc tiền chất beta-Carotene.  Nó giúp điều hòa sự phân chia tế bào, chức năng tế bào, điều hòa di truyền, giúp tăng cường hệ thống miễn dịch và cần thiết cho chức năng não, cân bằng hóa học, tăng trưởng và phát triển của hệ thống thần kinh trung ương và thị giác.